# Isquen
Isquen (en grec antic Ίσχενος) va ser un habitant d'Olímpia, fill de Gigant, un fill d'Hermes i de Hierea.
Durant un període de fam, l'oracle va dir que l'únic remei era sacrificar un noble del país. Isquen es va oferir voluntàriament com a víctima, cosa que li va proporcionar grans honors. El van enterrar al turó de Cronos, prop de l'estadi, i en el seu honor es van celebrar uns Jocs Fúnebres.
Després de la seva mort, els habitants d'Olímpia li va donar el sobrenom de Taraxip "l'excitacavalls", perquè a les curses els cavalls es desbocaven quan passaven tocant a la seva tomba. Aquest fet s'atribuïa a la seva influència amagada, o també a l'ombra d'un llorer que havia crescut en aquell lloc i que en moure's pel vent, excitava els cavalls.